# Національний парк Ітатіая
Національний парк Ітатіая (порт. Parque Nacional do Itatiaia) — національний парк в Бразилії, розташований на межі штатів Ріо-де-Жанейро і Мінас-Жерайс на південному сході країни. Це найстаріший національний парк країни, його було утворено 14 червня 1937 року за декретом 1713, підписаним президентом Жетулью Варгасом.
В даний час площа парку становить близько 300 км². Він розташований в межах гірської системи Серра-да-Мантикейра, на його території знаходяться одні з найвищих гірських вершин Бразилії, зокрема гора Агульяс-Неграс (інша назва — Ітатіая) висотою 2878 м. Сама назва «Ітатіая» походить з мови тупі та означає «скелі з численними піками». Через значні перепади висот, парк характеризується різноманіттям клімату та має багату і різноманітну флору і фауну.
Парк відкритий для туристів і роздільний на дві території, верхню і нижню. В'їзд на нижню територію знаходиться безпосередньо біля міста Ітатіая, поруч знаходиться інформаційний центр з музеєм. Верхня територія не зв'язана з нижньою дорогами і доступна через інший в'їзд. З верхньої частини починається стежка для підйому на Агульяс-Неграс.
| Бразилія | Це незавершена стаття з географії Бразилії. Ви можете допомогти проєкту, виправивши або дописавши її. |